# Surya Bonaly
Vous lisez un « bon article » labellisé en 2019.
Surya Bonaly, née le 15 décembre 1973 à Nice, est une patineuse artistique française naturalisée américaine.
Elle est la créatrice d'un mouvement sur la glace, le salto arrière (ou saut périlleux arrière), jambes tendues, pieds décalés, réception sur un pied. Cette figure porte son nom, le « Bonaly ».  Elle est la première patineuse à tenter de nombreuses combinaisons de sauts en compétition, mais aussi des quadruples rotations.
Surya Bonaly est neuf fois championne de France en solo (de 1989 à 1997) et une fois championne de France en couple en 1989 en compagnie de Benoît Vandenberghe. Elle remporte seize médailles en Grand Prix ISU (dont dix médailles d'or), cinq titres de championne d'Europe (1991, 1992, 1993, 1994, 1995, 2e en 1996), trois médailles aux championnats du monde juniors (3e en 1989, 2e en 1990, 1re en 1991) et trois médailles d'argent aux championnats du monde seniors (1993, 1994, 1995). Elle participe à trois éditions des Jeux olympiques (1992, 1994 et 1998), son meilleur résultat étant une quatrième place à Lillehammer en 1994. Elle détient en outre deux médailles mondiales en tumbling, une médaille d'or remportée lors des mondiaux espoirs en 1986 et une médaille d'argent acquise lors des mondiaux seniors par équipe la même année, ce qui porte son palmarès à huit médailles mondiales (patinage artistique et tumbling confondus).
Elle devient professionnelle en 1998 puis commence sa carrière d'entraîneur à Las Vegas puis à Minneapolis. Elle entraîne et vit actuellement à Las Vegas.
Surya Bonaly est décorée de la Légion d'honneur par Christian Estrosi le 13 décembre 2019, à Nice. Elle est la marraine officielle des championnats du monde de patinage en 2022, du 21 au 27 mars, à Montpellier.

## Biographie

### Enfance
Les parents de Surya Bonaly, Suzanne et Georges Bonaly, voyagent plusieurs fois en voiture jusqu'en Inde. Fascinés par ce pays et frappés par la pauvreté qui y règne, ils décident d'adopter un enfant sur le sous-continent indien au cours de leur premier voyage, ne pouvant pas avoir d'enfants. Avant le voyage suivant, ils reçoivent un appel de l'orphelinat de Nice, leur annonçant qu'ils peuvent adopter une petite fille de huit mois née à Nice, dans leur région. Ils adoptent l'enfant dont la mère biologique est originaire de La Réunion et le père biologique originaire de la Côte d'Ivoire. Ils la prénomment Surya, mot qui signifie « Soleil » en hindi.
Deux ans après cette adoption, les Bonaly achètent une bergerie en ruines et commencent à la rénover. Surya grandit donc dans cette bergerie à cinquante kilomètres de Nice, sans eau courante ni électricité et peuplée de vingt-six chèvres. Elle participe aux travaux quotidiens de la ferme, trayant les chèvres le soir après l'entraînement et accouchant des chevreaux avec ses parents. La bergerie, située sur les hauteurs de Nice, est surnommée Sannyâsa, en français « celui qui ne s'attache pas aux biens matériels ». Ses parents l'instruisent à la maison : elle a un cours de flûte à huit heures du matin, suivi du cours d'anglais, puis piscine pour les cours de plongeon (qu'elle apprécie peu en raison de l'eau trop froide) ; elle termine avec la gymnastique.
Sa mère pratique de nombreux sports et encourage rapidement Surya à suivre ses traces. Suzanne est professeure de sport au collège Paul-Langevin à Carros, mais aussi par la suite au collège Albert-Schweitzer de Créteil.
Le premier sport que l'enfant pratique est l'escrime. Elle continue avec la danse classique, le plongeon et le patinage artistique. Dans chaque discipline, elle s'avère très douée. En patinage artistique, c'est Nicole Erdos (vice-championne de France en 1958) qui l'entraîne la première. Lorsque Suzanne Bonaly emmène ses classes à la patinoire, elle emmène Surya, encore bébé, avec elle. Vers deux ans, elle commence à patiner sur des patins à deux lames qui facilitent l'équilibre et patine pour s'occuper en attendant que sa mère termine son cours de sport.
À quatre ans, Surya se prend de passion pour la gymnastique, elle s’entraîne notamment avec Éric Hagard, l’actuel entraîneur de la multiple médaillée européenne Mélanie de Jesus dos Santos. Si l'adolescente aime beaucoup la discipline, c'est toutefois le patinage artistique qui la passionne vraiment. Contrainte de se spécialiser, elle choisit le patinage artistique en raison de différends avec des entraîneurs de gymnastique. Nicole Erdos indique que sa pratique de la gymnastique l'a musclée plus que les autres patineuses, lui conférant également un avantage sur glace. Elle fait toujours quelques répétitions de plus que ce qu'on lui demande, qualifiant son entraînement de « baby-sitting de haute qualité ».

### Carrière amateur

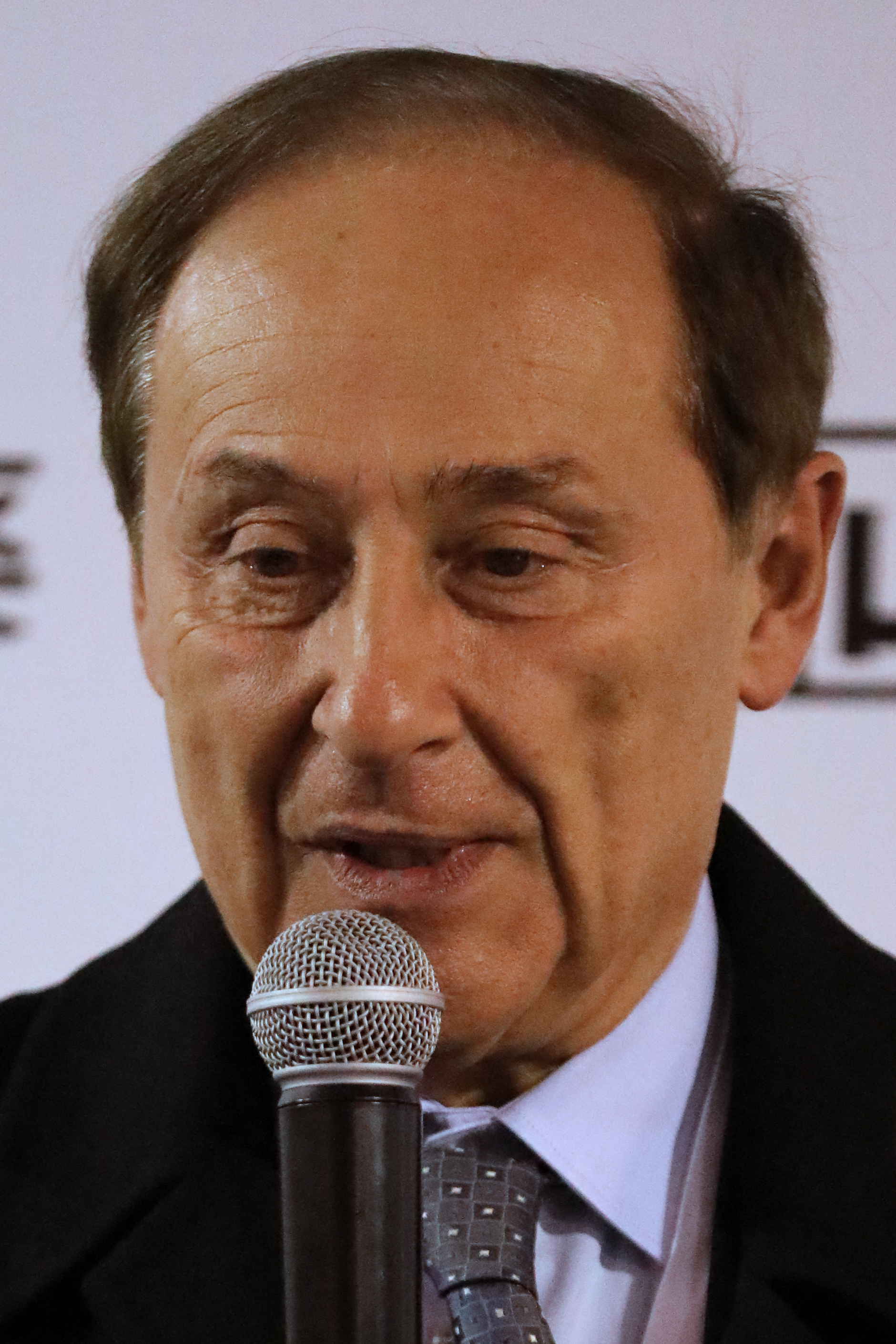
Didier Gailhaguet en 2019.

En 1984, Surya Bonaly regarde les Jeux olympiques d'hiver et y découvre la patineuse Katarina Witt : elle décide alors d'apprendre à effectuer le double axel. Elle se brise la cheville à l'entraînement en tentant de faire un double axel : condamnée à porter un plâtre pendant deux mois, elle reprend la pratique de la flûte jusqu'à l'été. Lorsqu'elle revient à la glace, l'équipe de France entraînée par Didier Gailhaguet fait un stage à Nice. L'équipe prend tous les créneaux disponibles de la patinoire, empêchant Surya de s'entraîner. Suzanne Bonaly demande alors à Didier Gailhaguet d'accorder une heure sur la glace à sa fille, et l'entraîneur accepte. Après son heure de reprise, elle s'entraîne à nouveau à faire un double axel, ce qui impressionne Gailhaguet, qui affirme plus tard que « la France n'a pas de patineurs acharnés ». Il propose alors à l'enfant et à sa mère de revenir pour chaque entraînement du stage, qui doit durer trois semaines. À la fin du stage, l'enfant a presque atteint le niveau des membres de l'équipe de France, parvenant déjà à enchaîner un double axel et un triple saut malgré un faible temps passé sur la glace : Didier Gailhaguet lui propose de déménager à Paris pour s'entraîner avec lui toute l'année.
La famille Bonaly déménage alors à Paris. Pendant six mois, s'entraînant à Champigny-sur-Marne, elle suit une scolarité par correspondance et vit dans une camionnette avec ses parents. Philippe Candeloro évoque le fait que la famille est accompagnée de cinq chiens à cette époque. Il remarque aussi la sévérité de sa mère, qui la pousse à s'entraîner dur mais régit de très près la vie sociale et les loisirs de sa fille. Un an plus tard, elle intègre l'équipe de France. Elle devient alors le centre de l'attention médiatique sur les patineurs artistiques français, constamment mise en avant par Didier Gailhaguet. Dès l'âge de douze ans, sous l'impulsion de Gailhaguet, elle apprend à réaliser un salto sur la glace : l'entraîneur affirme n'avoir « que transposé sur la glace ce qu'elle faisait déjà en se levant le matin ». Elle réalise son premier salto sur la glace et en public lors d’un gala à Annecy en 1986. Toujours en 1986, à l'âge de treize ans, elle devient championne du monde junior de tumbling à Moulins. La même année, de nouveau en tumbling, elle est vice-championne du monde senior par équipe en compagnie de Sandrine Vacher, Corinne Robert et Isabelle Jagueux au Palais omnisports de Paris-Bercy.
Philippe Candeloro affirme que Surya Bonaly et lui sont les « vilains petits canards » du patinage français, lui-même parce qu'il vient d'une famille peu aisée, Surya parce qu'elle est entraînée par sa mère. En mars 1987, elle participe à sa première compétition internationale de patinage à Gdańsk en Pologne, qu'elle remporte. Lors de la saison 1987-1988, Surya Bonaly devient championne de France junior de patinage artistique à Cherbourg, (devenue Cherbourg-en-Cotentin en 2016). Lors de ses premiers championnats de France senior, à Grenoble, elle prend la quatrième place et elle est alors envoyée aux championnats du monde junior à Brisbane où elle termine quatorzième. Malgré ce classement, elle est invitée au gala de la compétition et réalise un salto arrière. Pendant l'été 1988, elle suit les Jeux olympiques d'été et remarque la sprinteuse Florence Griffith-Joyner, toujours vêtue d'une combinaison bariolée, coiffée et maquillée et décide de s'inspirer d'elle pour ses costumes de patinage, qui deviennent plus originaux et colorés. Elle effectue généralement huit à neuf sauts pendant ses programmes, tandis que les programmes classiques en contiennent généralement six.

### Débuts internationaux
Lors de la saison 1988-1989, Surya Bonaly remporte ses premiers championnats de France seniors de patinage artistique en solo, mais aussi en couple avec Benoît Vandenberghe. Elle effectuera par la suite des essais en couple avec Axel Médéric et Stéphane Bernadis, ces tentatives n'aboutiront pas sur des participations à des compétitions.
Didier Gailhaguet commence à annoncer à la presse qu'elle pourrait « être prête » aux Jeux olympiques de 1992 à Albertville. La même saison, elle est troisième des championnats du monde junior à Sarajevo et dixième des championnats du monde senior à Paris, elle termine également huitième des championnats d'Europe à Birmingham. Durant ces championnats d'Europe, elle devient la première patineuse à tenter la combinaison triple lutz - triple boucle piqué. Elle commence alors à s'entraîner pour réussir ses premiers quadruples sauts, étant très à l'aise avec les triples sauts.
Lors de la saison 1989-1990, elle finit en deuxième position des championnats du monde junior à Colorado Springs, 4e des championnats d'Europe à Léningrad et 9e des Mondiaux d'Halifax. Lors des championnats d'Europe, elle tente deux quadruples différents dans le même programme libre (salchow et boucle piqué). Cette tentative est une première mondiale, tous genres confondus. Lors du gala de cette compétition, elle conçoit un programme qui inclut un tour de magie où elle fait apparaître une colombe. Cette saison marque aussi la disparition des figures imposées, une suppression qui aura une influence positive sur la suite de sa carrière.
Lors de la saison 1990-1991, Surya Bonaly remporte les championnats du monde junior à Budapest, puis les championnats d'Europe à Sofia. À l’occasion du gala de cette compétition et pour dénoncer la guerre du Golfe, elle apparait sur la glace en brandissant le symbole de la paix dessiné sur un morceau de tissu blanc. À la suite de cette victoire historique pour le patinage français, elle reçoit un message du président de la République François Mitterrand : « Votre médaille d'or a réjoui tous les Français. Vous êtes la première championne d'Europe française dans une discipline difficile et complète, qui requiert autant de maîtrise chorégraphique que de sûreté athlétique, et vous avez l'avenir devant vous. Au nom de tous les Français, je vous adresse mes chaleureuses félicitations. »

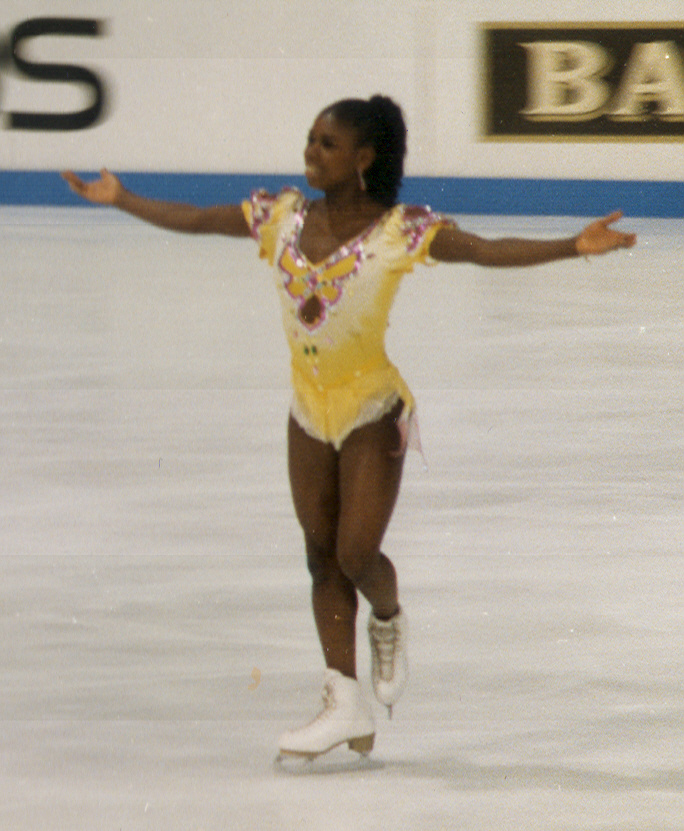
Surya Bonaly en Allemagne en 1992.

Elle finit sa saison à la cinquième place des championnats du monde à Munich, en réceptionnant un quadruple boucle piqué pour la première fois : il s'agit de son premier quadruple saut réceptionné en compétition, mais à rotation incomplète.
La principale critique adressée à l’athlète se précise : si son niveau est très haut sur un plan technique, elle n'enchaîne pas les sauts avec la grâce attendue d'une patineuse artistique. Scott Hamilton critique sa tendance à s'arrêter de patiner quelques instants avant les sauts les plus difficiles ; il attribue ce manque de fluidité à son expérience de gymnastique, où « chaque passage se suffit à lui-même ». Ce point de vue est partagé par la chorégraphe de Surya Bonaly, Annick Dumont. Au contraire, Peter Biver, patineur artistique et fiancé de la patineuse, affirme qu'elle doit se limiter à être plus athlétique que les autres car il estime qu'en tant que patineuse noire, sa grâce sera toujours remise en question.

### Jeux olympiques de 1992
Au début de la saison 1991-1992, lors du Skate America, où elle décroche la médaille de bronze, elle devient la première patineuse à tenter la combinaison triple flip - triple boucle piqué. Elle confirme par la suite en remportant le Skate Canada, avec une combinaison inédite pour une femme, un enchaînement triple-triple-double avec deux triple boucles piqués suivis d'un double boucle piqué. Elle termine par la suite cinquième du Trophée Lalique à Albertville et deuxième du Trophée NHK au Japon, en réussissant de nouveau un quadruple boucle piqué, mais toujours à rotation incomplète. À nouveau championne d’Europe à Lausanne, elle est désignée pour prononcer le serment olympique au nom de tous les athlètes lors de la cérémonie d’ouverture des Jeux olympiques d'Albertville. Le costume de son programme libre pour ces Jeux olympiques est conçu par Christian Lacroix, loin des modèles habituellement confectionnés par sa mère. Troisième du programme court, elle tient à intégrer à nouveau un quadruple boucle piqué dans son programme ; elle sait qu'elle y arrive toujours pendant l'entraînement et serait ainsi la première femme au monde à réussir cette figure en compétition. Didier Gailhaguet refuse qu'elle prenne ce risque, insistant pour qu'elle fasse une action moins ambitieuse qu'elle est certaine de réussir. Suzanne Bonaly, la mère de Surya, encourage la patineuse à tenter le quadruple saut. Gailhaguet lui interdit alors d'accéder à la patinoire pour qu'elle n'influence pas sa fille pendant le programme. Sur la glace, Surya suit l'avis de sa mère et effectue son quadruple saut. Mais la rotation n'est pas complète, elle est alors reléguée à la cinquième place de la compétition olympique. Après ce différend avec Didier Gailhaguet, Surya Bonaly prend la décision de se séparer de lui et l'annonce à la télévision, au siège de la Fédération française des sports de glace. Son père affirme qu'il s'agit d'une des étapes les plus difficiles de sa carrière, « peut-être un malentendu ». Elle termine par la suite onzième des championnats du monde aux États-Unis, en étant accompagnée par André Brunet, l’entraîneur de Philippe Candeloro. Cette collaboration, très brève, prend fin à la suite de cette compétition.
Lors des championnats du monde, en 1992, elle tente à nouveau un quadruple boucle piqué pour la dernière fois. C'est la quatrième fois (lors des championnats du monde en 1991, lors du trophée NHK en 1991, et aux Jeux olympiques de 1992). La rotation est de nouveau incomplète, et le record du premier quadruple boucle piqué n'est donc pas homologué.
Après cette saison, elle déménage avec sa mère à Pralognan-la-Vanoise, où elle s'entraîne loin du regard du public.
Pendant l'été en fin de saison, Philippe Candeloro et Surya Bonaly signent un contrat qui leur permet d'intégrer la troupe de Tom Collins, Champions on Ice, deux mois par an. Pour eux, il s'agit d'une façon de montrer leur supériorité technique sans limitations, en effectuant des saltos interdits en compétition classique. La même année, elle observe le patinage de Tonya Harding, qu'elle admire énormément pour son niveau technique et dans laquelle elle se reconnaît pour son style de patinage plus athlétique, qui l'handicape elle aussi aux États-Unis.

### Préparation aux Jeux olympiques de 1994
Pour la saison 1992-1993, elle choisit Alain Giletti comme co-entraîneur, un poste relativement transparent puisque les consignes viennent de sa mère : le poste de l'entraîneur officiel se veut plus une convention sociale qu'une véritable implication. Elle effectue également un stage avec l'entraîneur américain Frank Carroll pour améliorer sa technique et sa qualité de patinage. Elle fait un effort particulier pour améliorer sa grâce et son patinage entre les figures. Ce travail s’avère payant : elle enchaîne les victoires sur le début de saison, lors du Grand Prix de Saint-Gervais, de la Coupe d'Allemagne, du trophée Lalique du trophée NHK et des championnats de France à Grenoble. Lors du trophée NHK qui se tient fin 1992 à Tokyo, elle est la première patineuse à tenter la combinaison triple salchow - triple boucle piqué. Elle remporte ensuite un troisième titre européen à Helsinki début 1993.
En fin de saison, toujours entraînée par sa mère et Alain Giletti, elle est vice-championne du monde à Prague. Elle y patine sur Les Quatre Saisons de Vivaldi. Elle réussit un programme libre sans faute avec sept triples sauts, dont un deuxième triple lutz en fin de programme parfaitement réalisé. Lors de ce programme libre, elle est la première patineuse à tenter la suite de sauts triple boucle piqué - demi boucle - triple salchow en compétition. Elle réalise un saut périlleux pour saluer le public avant de monter sur le podium. Oksana Baiul, quant à elle, ne parvient à faire que cinq triple sauts, sans combinaison, mais c'est cette dernière qui est sacrée championne.

### Saison olympique de 1994
Lors de la saison 1993-1994, après avoir notamment remporté le Trophée Lalique et le Trophée NHK, elle remporte le titre européen devant Oksana Baiul, la championne du monde en titre. Elle arrive donc parmi les favorites des Jeux olympiques en Norvège. L'attention n'est cependant pas portée sur les favorites de la compétition, mais sur les Américaines Tonya Harding et Nancy Kerrigan. Troisième du programme court, comme à Albertville, elle est victime de la pression lors de ces Jeux olympiques à Lillehammer. Durant le programme libre, elle échoue à deux reprises sur ce qui est pourtant sa spécialité, le triple Lutz. Elle ne peut finir que quatrième au classement général.
La couverture médiatique s'intéresse de plus en plus à la mère de Surya, Suzanne Bonaly. Un épisode d'Envoyé spécial particulièrement critique la compare à un gourou de secte : elle communique avec sa fille sur la glace avec un langage codé à base de signes. Nicole Erdos, première entraîneuse de la patineuse, remarque que Suzanne Bonaly fait des signes à sa fille pour supplanter les consignes d'Erdos. La mère de Surya, omniprésente, est critiquée de toutes parts. De son côté, Surya affirme avoir besoin de la présence de sa mère et ne pas avoir de problème avec son implication, estimant former un binôme avec elle et que les entraîneurs n'avaient pas leur mot à dire. Nicole Erdos rappelle tout de même que Suzanne Bonaly apprend le patinage artistique sur le terrain, sans détenir de diplôme d'entraîneur : cette attitude blesse également les juges de patinage, et Nicole Erdos se dit convaincue que certaines notes sont plus basses en raison de cette implication malvenue. Les critiques médiatiques sont multiples : maltraitance, la jeune femme ne pouvant pas profiter d'une vie sociale à cause de son rythme de sportive, séparation du reste du monde en raison du refus de l'envoyer à l'école, ou encore simplement responsabilité de son style trop peu gracieux, puisque Suzanne Bonaly est professeure de sport et forcerait sa fille à tendre vers des prouesses athlétiques plutôt que la grâce d'une danseuse. Elle se couche à neuf heures, est interdite de sucre, court tous les matins, mais pour la jeune patineuse, il s'agit d'une habitude et pas d'une contrainte. Elle-même estime que les patineuses qui sortent le soir et ont un copain ne sont pas professionnelles, et que c'est la raison pour laquelle elles sont moins fortes qu'elle. Suzanne Bonaly estime qu'il s'agit seulement de jalousie.

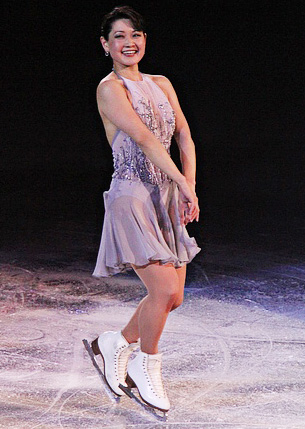
Yuka Sato, ici en 2010 à Stars on Ice, remporte les championnats du monde 1994 devant Surya Bonaly.

Un mois après les Jeux olympiques de Lillehammer, lors des championnats du monde 1994 à Chiba, au Japon, elle réalise un excellent programme libre et est convaincue de recevoir la médaille d'or. La Japonaise Yuka Sato passe en dernière et patine également très bien, mais avec un contenu technique inférieur. La décision revient donc aux juges, cinq voix s'expriment pour Sato sur le programme libre et quatre pour Bonaly, qui reçoit l'argent. Les juges considérant l’impression artistique de la Japonaise supérieure. La patineuse française est en colère contre les juges et estime que leur décision est injuste : elle s'attend à ce que les juges la récompensent pour son gain de grâce, le fait d'avoir arrêté de tenter des quadruples sauts et son amélioration depuis les championnats précédents, où elle a également fini en deuxième place. Elle affirme avoir fait des concessions pour mieux convenir aux attentes des juges, sans jamais être récompensée pour son travail, commentant « j'ai fait tout ce que je pouvais, mais je me suis pas peinte en blanc, ça c'est sûr ». Elle se présente en retard et en pleurs à la remise des médailles, et refuse de monter sur le podium, se tenant à côté de la marche qui lui revient. Acceptant enfin de monter sur le podium, elle ôte sa médaille de son cou après quelques instants, provoquant la colère de la foule japonaise qui la hue. Interviewée avant même de quitter la glace, elle affirme : « Je ne sais pas [si les juges m'ont volé l'or]. Je n'ai juste pas de chance. » À une journaliste qui lui demande si elle va arrêter le patinage, elle répond ne pas connaître la réponse. Elle exprime aussi son ressentiment d'avoir perdu contre une fille d'un patineur célèbre et jouant à domicile.
Plus tard, la juge internationale Anne Hardy-Thomas, absente à cette compétition, commente la décision des juges. Elle affirme que les juges subissent une forte pression, leur nom étant affiché en face de leur note. Chaque juge a ses préférences et elle remarque des pressions internationales, par exemple pour que l'ex-bloc de l'Est vote en faveur des Russes. Deux clans principaux se démarquent, les Anglo-Saxons et les pays de l'ancien bloc de l'Est : Surya Bonaly n'appartient à aucune de ces deux coalitions. Les juges américains cherchent la patineuse gracieuse et répondant aux canons de beauté classique, tandis que les juges européens privilégient l'athlétisme, qui avantage Surya Bonaly. La fédération internationale songe d'abord à la sanctionner pour son comportement, puis se ravise, estimant que la déception justifiée de la patineuse est une circonstance atténuante suffisante.

### De 1994 à 1997
Lors de la saison 1994-1995, elle remporte notamment le Skate America et le Trophée de France. Peu avant les championnats d'Europe, elle se fracture le petit doigt du pied droit lors d'une séance de trampoline. Elle parvient tout de même à remporter le titre européen pour la cinquième fois d'affilée à Dortmund, loin devant sa dauphine Olga Markova. Pour la troisième fois consécutive, elle arrive également deuxième des championnats du monde à Birmingham, cette fois derrière la Chinoise Chen Lu, de nouveau à cinq juges contre quatre sur le programme libre. Elle participe enfin à la première compétition amateur par équipe organisée par l'Union internationale de patinage : l'International Team Challenge. Elle remporte la compétition avec l’équipe mondiale en compagnie de Chen Lu, Laëtitia Hubert, Vyacheslav Zagorodnyuk, Steven Cousins et Elena Berezhnaya - Oleg Shlyakhov, devant l'équipe américaine composée de Michelle Kwan, Nicole Bobek, Tonia Kwiatkowski, Todd Eldredge, Scott Davis et Shelby Lyons - Brian Wells.
Durant la saison 1995-1996, elle est rattrapée par ses concurrentes, perdant son titre européen après cinq ans de domination : elle arrive deuxième derrière la Russe Irina Sloutskaïa, puis cinquième aux championnats du monde. Cette compétition voit également sa dernière tentative de quadruple rotation.
En avril 1996, pendant la tournée annuelle de Champions on Ice, elle s'entraîne avec sa mère et entend un craquement. Il s'agit d'une rupture du tendon d'Achille : elle perd complètement l'usage de sa jambe droite, ne pouvant pas marcher pendant quatre mois. Elle sait que sa carrière est normalement terminée, mais refuse l'idée : sa mère et elle décident qu'elle s'entraînera sur un pied, et elle revient sur la glace après deux semaines d'arrêt seulement. Malgré cela, huit mois plus tard, elle remporte les championnats de France à Amiens devant Vanessa Gusmeroli. Neuvième des championnats d'Europe à Paris en 1997, elle n’est pas sélectionnée par la Fédération française des sports de glace pour les championnats du monde de Lausanne ; c'est Laëtitia Hubert qui y représente la France avec Vanessa Gusmeroli.

### Saison olympique de 1998
Lors de sa dernière saison amateur, la saison 1997-1998, elle décroche notamment la troisième place lors du Skate Canada et la deuxième place lors des championnats de France, derrière Laetitia Hubert.
Sixième des championnats d’Europe à Milan, elle se rend ensuite aux Jeux olympiques de Nagano, consciente qu'il s'agit de sa dernière compétition amateur. Au moment de monter sur la glace, elle prend conscience qu'elle aura beaucoup de mal à réaliser les difficultés techniques nécessaires pour monter sur le podium, en particulier parce qu'elle a le tendon d'Achille toujours faible et une déchirure douloureuse à l'aine. Elle est interdite d'anti-douleurs, puisqu'il s'agit de produits dopants : elle décide de tenter le tout pour le tout et de patiner en espérant que l'adrénaline prenne le dessus. Après trente secondes, elle tombe à la réception de sa première combinaison de sauts et pousse un cri de douleur ; sa jambe droite ne réagit plus. Sur la glace, elle décide alors de faire un saut périlleux arrière, jambes tendues, pieds décalés, et elle atterrit sur le pied gauche uniquement. La figure est très appréciée par le public, au point qu'elle reçoit une ovation debout avant même d'avoir fini son programme. Elle n’a pas été retentée depuis par un homme ou par une femme lors d’une compétition amateur. Anne Hardy-Thomas, juge française de l'épreuve, est approchée par le délégué technique, qui affirme que Surya Bonaly a fait preuve d'insolence et a eu un comportement inacceptable. La juge réplique « she did well for all the past years » (elle a très bien fait, pour toutes ces dernières années). Le saut est cependant interdit en compétition et les juges la relèguent à la dixième place de la compétition. Dès la fin de la compétition, elle annonce la fin de sa carrière amateur.

## Statistiques techniques

### Combinaisons de sauts
La raison principale de son succès tient à sa manière d'exécuter les sauts et de réaliser des combinaisons inédites très difficiles :
- 1989 (championnats d'Europe à Birmingham et championnats du monde à Paris) : 1re patineuse à tenter la combinaison triple Lutz - triple boucle piqué ;
- 1991 (Skate America à Oakland) : 1re patineuse à tenter la combinaison triple flip - triple boucle piqué ;
- 1991 (Skate Canada à London) : 1re patineuse à tenter une combinaison triple - triple - double (triple boucle piqué - triple boucle piqué - double boucle piqué) ;
- 1992 (Trophée NHK à Tokyo) : 1re patineuse à tenter la combinaison triple Salchow - triple boucle piqué ;
- 1993 (championnats du monde à Prague) : 1re patineuse à tenter la suite de sauts triple boucle piqué - demi boucle - triple Salchow ;
- 1993 (Piruetten à Hamar) : 1re patineuse à tenter deux combinaisons triple - triple dans un programme libre (triple Lutz - triple boucle piqué & triple boucle piqué - triple boucle piqué). Une performance qu'elle répéta lors des Jeux olympiques en 1994 et des championnats du monde en 1994 et 1995 en effectuant dans le même programme libre la combinaison triple Flip - triple boucle piqué et la suite de sauts triple boucle piqué - demi boucle - triple Salchow ;
- 1998 (Jeux Olympiques à Nagano) : 1re patineuse à tenter une combinaison triple - triple aux Jeux olympiques dans le programme court (triple boucle piqué - triple boucle piqué).

### Quadruples rotations
- Surya Bonaly a été la première patineuse à tenter une quadruple rotation en compétition officielle, lors des championnats d’Europe en 1990.
- Elle tenta au moins treize fois de réaliser le quadruple boucle piqué ou (et) le quadruple Salchow en compétition : deux tentatives de quadruples rotations lors des championnats d’Europe en 1990 (Salchow et boucle piqué), une tentative de quadruple boucle piqué lors des championnats du monde en 1990, une tentative de quadruple boucle piqué lors des Goodwill Games de 1990, une tentative de quadruple Salchow lors du Trophée Lalique en 1990, une tentative de quadruple boucle piqué lors des championnats du monde en 1991, une tentative de quadruple boucle piqué lors du Trophée NHK en 1991, une tentative de quadruple boucle piqué lors des championnats de France en 1991, une tentative de quadruple boucle piqué lors des Jeux olympiques en 1992, une tentative de quadruple boucle piqué lors des championnats du monde en 1992, une tentative de quadruple Salchow lors du Skate America en 1993, une tentative de quadruple Salchow lors du Piruetten en 1993 et une tentative de quadruple Salchow lors des championnats du monde en 1996.
- Elle réceptionna quatre fois le quadruple boucle piqué en compétition: lors des championnats du monde en 1991, lors du Trophée NHK en 1991, lors des Jeux olympiques en 1992 et lors des championnats du monde en 1992, mais toujours à rotation incomplète. C'est la raison pour laquelle il ne fut jamais homologué.
- Lors des championnats d'Europe de Léningrad en 1990, elle tenta deux quadruples différents dans le même programme libre (Salchow et boucle piqué). Cette tentative est une première mondiale (hommes et femmes confondus).

### Saltos arrière
Surya Bonaly est la première femme à avoir réalisé un salto arrière corps groupé sur la glace. Elle réalise son premier salto en public lors d’une exhibition à l’âge de douze ans sur la glace de la patinoire d’Annecy en mai 1986. Elle est également la première (hommes et femmes confondus) à avoir réalisé le salto arrière jambes tendues, pieds décalés, réception sur un pied (cette figure porte son nom). Elle a à plusieurs reprises effectué en exhibition des combinaisons avec ces saltos, comme le salto arrière corps groupé enchaîné avec un triple boucle piqué ou encore le salto arrière jambes tendues, pieds décalés, réception sur un pied enchaîné avec un triple Salchow. Il lui est également arrivé de présenter deux saltos arrière en combinaison. Le salto arrière est et demeure un saut interdit en compétition, mais Surya Bonaly le réalisa lors de sa dernière compétition amateur dans son programme libre lors des Jeux olympiques d'hiver de 1998 à Nagano. À 40 ans, elle effectue son dernier salto en public lors d’une exhibition à São Paulo au Brésil en novembre 2014.
L’ISU, en levant l’interdiction des saltos arrières pour la saison 2024-25, rend un hommage implicite à Surya Bonaly, pionnière audacieuse du « bonaly », dont l’innovation continue d’inspirer l’évolution du patinage artistique.

## Carrière professionnelle

### Compétitions et représentations

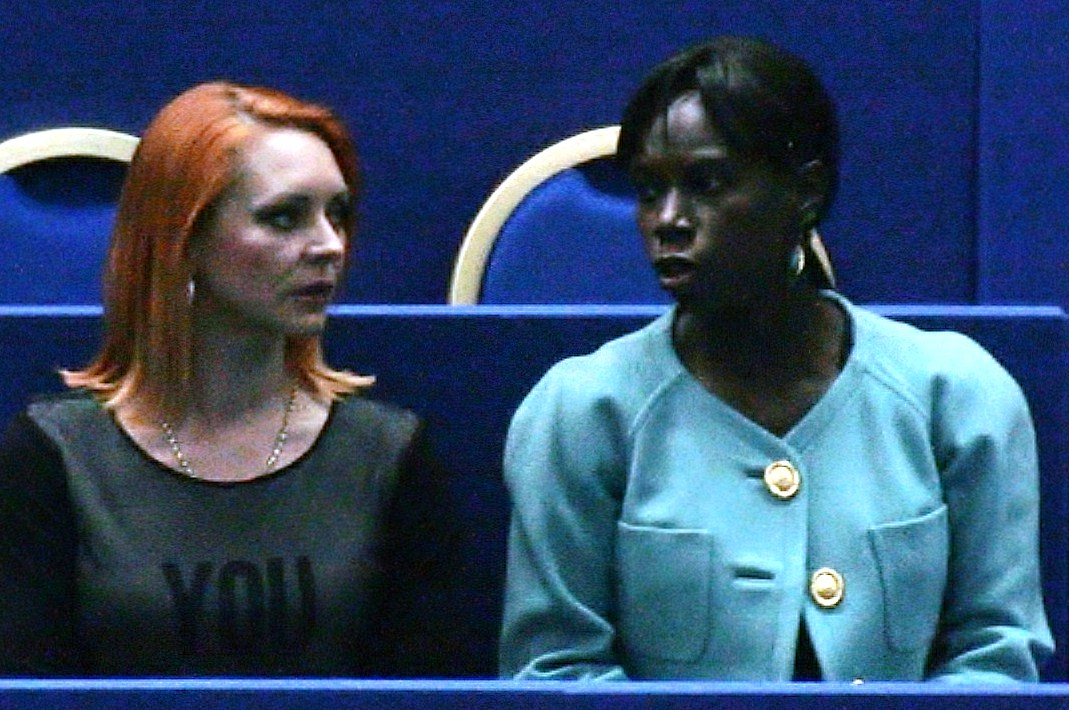
Avec Marina Anissina, invitées d'honneur des Championnats du monde de 2012.

Passée professionnelle juste après les Jeux olympiques de février 1998 à Nagano, elle part vivre à Las Vegas. Elle fait partie de la troupe Champions on Ice de 1993 à 2007. En 1999 et 2000, elle participe aux championnats du monde professionnels et s'y classe respectivement 3e et 4e. Également en 2000, elle remporte les Goodwill Games à Lake Placid. Elle participe à la 17e édition du prix Paektusan, du 15 au 17 février 2008, à Pyongyang.
Les 3 et 4 décembre 2011, elle joue le rôle d’un aigle à plusieurs représentations dans le spectacle Blanche-Neige sur glace au Palais omnisports de Paris-Bercy. Le 1er janvier 2012, elle participe à un gala pour fêter le nouvel an dans la patinoire olympique de Turin. Du 26 mars au 1er avril 2012, elle est la marraine officielle des championnats du monde de patinage artistique à Nice, sa ville natale. Quelques jours plus tard, le 7 avril, elle participe à deux shows de Kings On Ice à Bucarest en Roumanie. Le 10 mai 2012, elle participe au 19e Trophée Kimbo Sport Passion, une compétition de golf rassemblant des personnalités de diverses discipline sportives. Du 24 au 26 août 2012, elle est la marraine du Kartié 3 Lèt i défoul', une manifestation sportive sur plusieurs disciplines, à Saint-Leu. Les 15 et 16 décembre 2012, sur la patinoire Pôle Sud de Grenoble puis sur la patinoire Charlemagne de Lyon, elle participe aux spectacles de Sarah Abitbol et Stéphane Bernadis, Le Noël de Princesse Sarah et Music Hall.
Du 28 février au 11 mai 2014, elle est l'une des têtes d'affiche de la tournée française d'Holiday on Ice. Pour le 70e anniversaire de la revue, cette tournée a accueilli près de 280 000 spectateurs. Elle y porte une réplique de la tunique espagnole de son programme libre des Jeux olympiques de 1992.
Les 19, 20 et 21 décembre 2016, elle est la marraine d'une manifestation sportive à Saint-Denis sur l'île de La Réunion. Lors de cet évènement appelé Au bonheur des enfants et regroupant de nombreuses activités, elle réalise plusieurs démonstrations et initiations de patinage sur une piste synthétique pour les enfants.
Le 24 août 2019, elle juge pour la première fois une compétition, les Jeux Aurora à Albany aux États-Unis, une épreuve féminine par équipe opposant cinq patineuses américaines et cinq patineuses du reste du monde. En compagnie des championnes canadiennes Elisabeth Manley et Isabelle Brasseur, elle attribue en forme de clin d'œil un 10.5 au programme libre de la patineuse américaine Alysa Liu, un programme comprenant notamment deux triples Axel et un quadruple Lutz.

### Télévision
Le 3 juin 2006, elle participe à l'émission Le Grand Défi de la glace diffusé en prime time sur TF1. Dans l'émission, six couples s'affrontent en patinage artistique. Elle termine deuxième avec Philippe Corti derrière le couple Emmanuelle Boidron - Stéphane Bernadis et devant le couple Raphaëlle Ricci - Yannick Bonheur.
Le 29 janvier 2010, elle entre dans La Ferme Célébrités 3, qui se déroule en Afrique du Sud ; elle y défend l'Association mondiale des amis de l'enfance. Elle est éliminée le 6 avril 2010, trois jours avant la finale de l'émission.
Du 27 novembre au 18 décembre 2013, elle participe à l'émission de M6 Ice Show. Face à Sarah Abitbol, Philippe Candeloro et Gwendal Peizerat, elle entraîne Chloé Mortaud et Florent Torres pour les mener jusqu'en finale. Sarah Abitbol et Norbert Tarayre remportent la compétition.

### Politique et militantisme
En 2004, elle obtient la nationalité américaine : elle affirme avoir voulu finir sa carrière en France, mais que ça ne s'est pas fait parce qu'elle ne « rentre pas dans les codes ». En parallèle de sa carrière de patineuse, elle participe à de nombreuses conférences et événements qui visent à encourager la présence sportive des personnes non blanches.
En 2007, en tant que végétarienne et marraine de la PETA, elle participe à une campagne contre le massacre des bébés phoques et annonce qu'elle va patiner nue sur la patinoire d’Asnières-sur-Seine le 31 janvier. Le jour de la représentation, elle porte finalement une tenue noire. Elle s'engage également pour l'interdiction de la corrida avec mise à mort de l'animal, et demande à être reçue par le président de la République française Nicolas Sarkozy, qui la reçoit à l'Élysée le 26 septembre 2007, afin d'aborder l'abolition de la corrida d'une part et l'interdiction de l'entrée dans les arènes pour les moins de 16 ans. La Société protectrice des animaux est également présente lors de cette entrevue.
Elle est membre du conseil fédéral de la Fédération française des sports de glace de 2010 à 2014. Elle a également été l'attachée culturelle du consulat de Monaco à Las Vegas.
Elle a été l'ambassadrice de l'association « La France des talents et des couleurs », qui a pour but de lutter contre le racisme, la violence et les discriminations dans le sport,.
Surya fait partie du collectif des Champions de la Paix de Peace and Sport. Ce collectif de plus de 100 sportifs de haut niveau engagés personnellement en faveur du mouvement de la paix par le sport, les « Champions de la Paix » constituent un des piliers fondamental de Peace and Sport. Elle participe en 2016 à la 9e édition du Forum International de Peace and Sport, puis à la 10e édition du 11 au 13 décembre 2019.
Le 4 février 2018, elle s’exprime lors d’une conférence TEDx sur la scène du théâtre Grande Valdocco de Turin pour parler de son parcours et de son expérience.
Du 22 au 25 octobre 2019, elle participe au sommet One Young World à Londres. Un événement annuel créé en 2010 pour les jeunes leaders de demain. L'édition 2019 a notamment vu la présence de Meghan Markle et Richard Branson.

## Polémiques

### Racisme
La juge Anne Hardy-Thomas estime au sujet des championnats du monde de 1994 que Surya Bonaly « aurait dû être championne du monde. Au moins une fois, si ce n'est deux ». Elle affirme qu'il existe un certain racisme dans le patinage artistique de l'époque, surtout parmi les juges américains qui cherchent la patineuse gracieuse et répondant aux canons de beauté classique, tandis que les juges européens privilégient l'athlétisme, qui avantage Surya Bonaly. Fernand Fédronic, patineur lyonnais d'origine martiniquaise, appuie ce constat avec son expérience. Lors d'un entretien accordé à Eurosport, Surya Bonaly déclare : « Si j'avais été blanche ou Américaine, j'aurais peut-être gagné une médaille d'or aux JO ou aux championnats du monde ».

### Lieu de naissance
Les journalistes, surtout américains, commencent au début des années 1990 à affirmer que Surya Bonaly est née à La Réunion et a été trouvée à l'âge de trois mois abandonnée sur une plage de l'île. Le passeport et le livret de famille de la patineuse indiquent cependant qu'elle est née à Nice. L'histoire se répand alors qu'elle prépare ses premiers championnats d'Europe en 1989, et Surya Bonaly estime que les médias « ont besoin d'images » et n'acceptent pas qu'une jeune femme noire et adoptée soit née en France. Pour Didier Gailhaguet, l'attention médiatique portée sur la patineuse lui permet d'atteindre de meilleurs résultats en compétitions internationales. Il affirme également que les rumeurs sont fausses et que Surya Bonaly est née à Nice, adoptée par ses parents parce que « les enfants [non blancs] sont ceux que personne n'adopte ». Il dit ensuite avoir inventé la rumeur afin d'attirer l'attention sur sa patineuse, ajoutant qu'il a mentionné La Réunion parce qu'il rêve de s'y rendre en vacances, sans aucun rapport avec l'origine de la patineuse.

## Postérité

### Reportages, interviews, podcasts, livres et documentaires
Invitée sur TF1 en 1993 et 1994 dans l'émission de Jean-Pierre Foucault (Sacrée Soirée), un portrait retraçant sa carrière et commenté par son père est diffusé.
En 1995, TF1 Sports Éditions publie un livre sur sa carrière de son enfance à 1994, écrit en collaboration avec Isabelle Rivière et intitulé L'Enfant du soleil.
Le 27 avril 2014, TF1 consacre un reportage à la tournée française d’Holiday on Ice dans l’émission Sept à Huit. Une tournée composée de quatre têtes d’affiche, Surya Bonaly, Philippe Candeloro, Sarah Abitbol et Stéphane Bernadis.
Le 14 août 2015, elle est le sujet d'un documentaire sur sa carrière, Rebel on Ice, produit par Eva Longoria et diffusé dans SportsCenter sur ESPN aux États-Unis.
Le 21 avril 2016, elle est le sujet d'un reportage sur son parcours sportif, On the Edge, sur la station de radio publique new-yorkaise Radiolab.
Le 19 novembre 2018, elle est le sujet d'un podcast de six épisodes, Surya Bonaly : Corps et Lames, retraçant sa carrière. La série est réalisée par Anne-Cécile Genre et Théo Boulenger pour Binge Audio, en partenariat avec French Morning et L'Équipe. Elle inclut des archives et des interviews de Surya et Suzanne Bonaly, Nicole Erdos, Philippe Candeloro, Didier Gailhaguet, Anne Hardy-Thomas et Fernand Fédronic. Un 7ème et dernier épisode est diffusé le 2 janvier 2020. Il est réalisé le 13 décembre 2019, à Nice, lors de la cérémonie durant laquelle Surya Bonaly reçoit la Légion d’honneur.
Le 1er mars 2019, elle est le sujet d’un épisode documentaire de 37 min de la série Losers. L'épisode est réalisé par Mickey Duzyj et est diffusé sur Netflix. Il reçoit un accueil positif du public, étant noté à 8,1 points sur 10 sur IMDB. La série de huit épisodes est nommée deux fois aux Sports Emmy Awards en 2020.
En mai 2019, elle est le sujet d'un documentaire de 12 min dans l'émission Extreme Surprise de la chaîne sud-coréenne Munhwa Broadcasting Corporation (MBC). Dans ce film, plusieurs passages sont illustés par des scènes jouées par des acteurs.
Lors du mois de juillet 2020, elle réalise trois interviews pour Skate Kid, CBC Sports et Cafecito con Masha. Interviews lors desquelles elle évoque notamment les projets de livres sur son histoire, mais aussi son espoir de voir aboutir concrètement dans un proche avenir la réalisation d'un film biopic sur son parcours sportif et sa vie.
Diffusé le 28 octobre 2020, elle est interviewée par Ed Knowles pour la Chaîne olympique, qui est la Web TV créée par le Comité international olympique. Une interview de 44 min sous forme de podcast.
Sortie le 30 juin 2021, les Mini Confettis Editions publient un livre en français pour les enfants de trois à sept ans sur l'histoire de Surya Bonaly. Un livre pour aborder les thèmes de l'audace, de l'injustice, de la détermination et du sport, avec des textes de Perrine Bonafos et des illustrations de Clémence Guillemaud.
Une interview de 42 min qu'elle donne à Florence Masnada pour Eurosport est diffusée le 7 septembre 2021 sous forme de podcast.
Son histoire est évoquée sur 18 pages dans un livre de Chloé Célérien et Karim Nedjari, Générations Poing Levé, publié en septembre 2021 aux éditions MARAbulles. Il s'agit d'un roman graphique en français de 190 pages illustré par de nombreux dessins évoquant les parcours de 10 sportifs militants (Surya Bonaly, Nadia Comaneci, Mohamed Ali, Megan Rapinoe, Caster Semenya, Tommie Smith, Arthur Ashe, Marcus Rashford, Sócrates et Hiyori Kon).
Son histoire est évoquée dans le documentaire Noirs en France d'Aurélia Perreau et Alain Mabanckou, diffusé le 18 janvier 2022 sur France 2.
Le 25 janvier 2022, Triumph Books publie Fearless Heart (« Cœur intrépide » en français), un livre en anglais pour les enfants de quatre à huit ans sur l'histoire de Surya Bonaly, avec des textes de Frank Murphy écrits en collaboration avec Surya Bonaly, et des illustrations d'Anastasia Magloire Williams.
Le 20 décembre 2024, Champigny-sur-Marne a honoré l’ancienne championne de patinage en inaugurant une rue à son nom. Cette cérémonie symbolique, en présence du maire Laurent Jeanne et de personnalités du patinage, souligne l’importance de Surya comme figure inspirante. Malgré un parcours marqué par des discriminations (racisme, classisme, grossophobie), elle a marqué l’histoire par son talent et sa créativité. Considérée comme une pionnière, Surya Bonaly reste un modèle dans un sport encore confronté aux préjugés.

### Série biopic
Annoncée le 15 novembre 2021, une série biopic sur son histoire est actuellement en préparation. Cette série en quatre épisodes sera réalisée par Audrey Estrougo et produite par Saga Blanchard.

## Distinctions

### Décorations
Le 31 décembre 2018, elle est nommée au grade de chevalier dans l'ordre national de la Légion d'honneur au titre de « ancienne sportive de haut-niveau, entraîneuse de patinage ( Etats-Unis ) ; 29 ans de services » puis faite chevalier de l'ordre le 13 décembre 2019 lors d’une cérémonie à la Villa Masséna de Nice, par le maire de la ville Christian Estrosi. Ce dernier lui offre pour l'occasion une copie de son acte de naissance. Elle inaugure le lendemain l’extension de la ligne 2 du tramway de Nice menant jusqu'au port.

### Classement des sportives
Le 8 mars 2019, elle apparaît en septième position sur un classement des sportives françaises retraitées préférées des Français, un sondage publié par Kantar TNS pour TF1 à l'occasion de la Journée internationale des femmes.

### Sculpture
Le 18 décembre 2020, grâce à plusieurs sculptures contemporaines dont une représentant le saut périlleux de Surya Bonaly, l'artiste français Pierre Larauza devient Docteur en Art et Sciences de l'art. Un travail réalisé en collaboration avec Surya Bonaly elle-même.

## Les records de son palmarès
- Elle est la seule patineuse française (hommes, dames, danse, couples confondus) depuis les championnats de France de la saison 1988-1989 à avoir remporté deux titres nationaux seniors sur le même championnat (le titre individuel et le titre en couple avec Benoît Vandenberghe).
- Elle demeure toujours la seule patineuse individuelle française à avoir remporté le Skate America en 1994, le Skate Canada en 1991, le Trophée NHK en 1992 et 1993 et la Coupe d'Allemagne en 1992 (cette dernière n'existe plus aujourd'hui). Elle compte au total seize médailles en Grand Prix ISU, dont dix victoires, ce qui là aussi constitue un record pour une patineuse individuelle française. La Finale du Grand Prix est apparue lors de la saison 1995-96, ce qui explique qu'elle n'ait jamais participé à cette compétition.
- Vainqueur des Goodwill Games en 1994 chez les amateurs et en 2000 chez les professionnels, elle est la seule patineuse individuelle à avoir remporté la même compétition chez les amateurs et chez les professionnels.
- Surya Bonaly reste également à l'heure actuelle la seule patineuse individuelle française à avoir remporté le titre européen depuis les premiers championnats d'Europe pour les dames en 1930.
- Avec une 3e, une 2e et une 1re place lors des Mondiaux juniors en 1989, 1990 et 1991, elle est la patineuse française (hommes, dames, danse, couples confondus) la plus médaillée sur cette compétition depuis les premiers championnats du monde juniors en 1976.
- Avec trois médailles d'argent aux championnats du monde seniors (1993, 1994, 1995), Surya Bonaly est également la patineuse individuelle française la plus médaillée de l'histoire sur cette compétition depuis les premiers mondiaux seniors dans la catégorie féminine en 1906.

## Palmarès

### En patinage artistique
| Compétition                         | 1988    | 1989    | 1990    | 1991    | 1992    | 1993    | 1994    | 1995    | 1996    | 1997    | 1998    |  |  |  |
| Jeux olympiques d'hiver             |         |         |         |         | 5e      |         | 4e      |         |         |         | 10e     |  |  |  |
| Championnats du monde               |         | 10e     | 9e      | 5e      | 11e     | 2e      | 2e      | 2e      | 5e      | F       |         |  |  |  |
| Championnats d’Europe               |         | 8e      | 4e      | 1re     | 1re     | 1re     | 1re     | 1re     | 2e      | 9e      | 6e      |  |  |  |
| Championnats de France              | 4e      | 1re     | 1re     | 1re     | 1re     | 1re     | 1re     | 1re     | 1re     | 1re     | 2e      |  |  |  |
| Championnats du monde juniors       | 14e     | 3e      | 2e      | 1re     |         |         |         |         |         |         |         |  |  |  |
|                                     |         |         |         |         |         |         |         |         |         |         |         |  |  |  |
| Grand Prix ISU                      | 1987/88 | 1988/89 | 1989/90 | 1990/91 | 1991/92 | 1992/93 | 1993/94 | 1994/95 | 1995/96 | 1996/97 | 1997/98 |  |  |  |
| Skate America                       |         |         | 6e      | 5e      | 3e      |         | 2e      | 1re     | 4e      |         |         |  |  |  |
| Skate Canada                        |         |         | 7e      |         | 1re     |         |         |         |         |         | 3e      |  |  |  |
| Coupe d'Allemagne                   |         |         |         |         |         | 1re     |         |         |         |         |         |  |  |  |
| Trophée de France                   |         | 7e      | 1re     | 1re     | 5e      | 1re     | 1re     | 1re     | 3e      |         |         |  |  |  |
| Coupe de Russie                     |         |         |         |         |         |         |         |         |         |         | 4e      |  |  |  |
| Trophée NHK                         |         |         |         |         | 2e      | 1er     | 1er     | 2e      | 4e      |         |         |  |  |  |
| Légende : F = Forfait ; A = Abandon |         |         |         |         |         |         |         |         |         |         |         |  |  |  |

- Médaille de bronze lors des championnats de France juniors 1986-1987 à Amiens
- Médaille d'or lors des championnats de France juniors 1987-1988 à Cherbourg
- Médaille de bronze lors des Goodwill Games de 1990 à Seattle
- Médaille d'or lors Goodwill Games de 1994 à Saint-Pétersbourg
- Médaille d'or lors des Goodwill Games d'hiver de 2000 à Lake Placid
- Médaille d'argent lors du Nebelhorn Trophy à Oberstdorf en 1989
- Médaille d’or lors du Nebelhorn Trophy à Oberstdorf en 1990
- Médaille d’argent lors du Grand Prix International de Saint-Gervais en 1989
- Médaille d’or lors du Grand Prix International de Saint-Gervais en 1991
- Médaille d’or lors du Grand Prix International de Saint-Gervais en 1992

### En tumbling
- Médaille d’or en tumbling lors des Championnats du monde espoirs en 1986 à Moulins
- Médaille d’argent par équipe en tumbling dans la catégorie senior lors des Championnats du monde 1986 à Paris
- Médaille d’or en tumbling lors des Championnats de France juniors en 1987 à Ivry

## Pour approfondir

### Documentaires
- Portrait retraçant sa carrière et commenté par son père diffusé dans Sacrée Soirée sur TF1 en 1993.
- (en) Rebel on Ice, produit par Eva Longoria et diffusé dans SportsCenter sur ESPN, 14 août 2015.
- (en) On the Edge, produit par Radiolab, 21 avril 2016.
- Surya Bonaly : Corps et Lames, produit par Anne-Cécile Genre et Théo Boulenger pour Binge Audio en partenariat avec French Morning et L'Équipe, 19 novembre 2018 (podcast).
- Losers : Le Jugement, épisode de la série Losers, réalisé par Mickey Duzyj et produit par Netflix, 1er mars 2019.
- Extreme Surprise, produit la Munhwa Broadcasting Corporation, mai 2019.